# Pedro Nuño
Pedro Nuño Rosas (* 16. Dezember 1931 in La Experiencia, Jalisco), auch bekannt unter dem Spitznamen El Chato, ist ein ehemaliger mexikanischer Fußballspieler, der meistens als rechter Außenverteidiger eingesetzt wurde.

## Biografie
"El Chato" Nuño begann seine Fußballerlaufbahn in den Nachwuchsabteilungen seines Heimatvereins CD Imperio.
Seinen ersten Profivertrag erhielt er vor der Saison 1951/52 beim Nachbarverein CD Guadalajara, dessen erste große Phase er aktiv miterleben durfte. Mit den Chivasi gewann er die mexikanische Meisterschaft in den Spielzeiten 1956/57, 1958/59 und 1959/60. Während er am Gewinn der ersten beiden Titel als Stammspieler einen erheblichen Beitrag leistete, musste er sich in der Saison 1959/60 mehrfach mit der Rolle des Reservisten begnügen.
Vor der Saison 1960/61 wechselte er in die zweite mexikanische Fußballliga zum CD Nacional de Guadalajara, mit dem er auf Anhieb die Meisterschaft gewann und den Aufstieg in die erste Liga schaffte. Später spielte er noch für den CF La Piedad, in dessen Reihen er seine aktive Karriere ausklingen ließ.

## Erfolge
- Mexikanischer Meister: 1956/57, 1958/59, 1959/60
- Mexikanischer Supercup: 1957, 1959, 1960
- Meister der 2. Liga: 1960/61